# Vanneau à queue blanche
Vanellus leucurus
Espèce
Statut de conservation UICN

 LC  : Préoccupation mineure
Le Vanneau à queue blanche (Vanellus leucurus) est une espèce d'oiseaux limicoles de la famille des Charadriidae.